# Shimomura Osamu
Shimomura Osamu (tiếng Nhật: 下 村 修; 27 tháng 8 năm 1928 – 19 tháng 10 năm 2018) là nhà hóa học người Mỹ gốc Nhật. Ông cùng với Martin Chalfie và Roger Y. Tsien giành Giải Nobel Hóa học năm 2008 nhờ sự khám phá đầu tiên về GFP và một loạt các phát triển quan trọng dẫn tới việc sử dụng nó như một công cụ quan trọng trong sinh học.